# Takahiro Shimada
Takahiro Shimada (Osaka, 9 februari 1965) is een voormalig Japans voetballer.

## Carrière
Takahiro Shimada speelde tussen 1987 en 1997 voor Gamba Osaka.